# Scheinstrom
Der Scheinstrom ist der aus dem Stromnetz entnommene, in einem Stromleiter fließende Wechselstrom. In der maßgeblichen Norm wird statt Scheinstrom der Begriff Gesamtstrom verwendet. Dieser Strom setzt sich zusammen aus Wirkstrom und Blindstrom.
Der Effektivwert des Gesamtstroms {\displaystyle I} ergibt sich aus den Effektivwerten des Wirkstroms {\displaystyle I_{\mathrm {p} }} und des Blindstroms {\displaystyle I_{\mathrm {q} }} zu

Wirkstrom, Blindstrom und Gesamtstrom in einer Parallel-Schaltung aus induktivem und ohmschen Verbraucher bei sinusförmiger Spannung

{\displaystyle I={\sqrt {I_{\mathrm {p} }^{2}+I_{\mathrm {q} }^{2}}}\ .}

## Phasenverschiebungswinkel
Bei sinusförmigem Verlauf von Strom und Spannung lässt sich ein Winkel {\displaystyle \varphi } zwischen den Phasen des Wirk- und des Gesamtstroms eines Verbrauchers angeben. Das Verhältnis des Wirkstroms {\displaystyle I_{\mathrm {p} }} zum Gesamtstrom {\displaystyle I} stimmt mit dem Verhältnis der Wirkleistung {\displaystyle P} zur Scheinleistung {\displaystyle S} überein:
{\displaystyle \cos \varphi ={\frac {I_{\mathrm {p} }}{I}}={\frac {P}{S}}\ .}
Bei einem Elektromotor wird der Phasenverschiebungswinkel oder dessen Kosinus zumeist auf seinem Typenschild angegeben.

## Nennstrom
Der maximal zulässige Effektivwert des Gesamtstroms im Dauerbetrieb eines Verbrauchers wird häufig als Nennstrom bezeichnet; bei einem Dreileitersystem gilt er für jeden einzelnen Außenleiter.

## Belege
1. ↑   DIN 40110-1:1994-03 Wechselstromgrößen.